# Ninos Gouriye
Ninos Gouriye (Hengelo, 14 januari 1991) is een Nederlands voetballer van Assyrische afkomst die bij voorkeur als aanvaller speelt.

## Carrière
Gouriye voetbalde tot 2002 in de jeugd van HVV Tubantia, waarna hij werd opgenomen in de jeugdopleiding van FC Twente. Hij doorliep de Voetbalacademie FC Twente en kwam in 2009 het beloftenelftal terecht. Hij debuteerde op 21 september 2011 in het eerste elftal van FC Twente, tijdens een wedstrijd in het toernooi om de KNVB beker tegen Zwaluwen. Gouriye maakte op 15 oktober 2011 zijn officiële competitiedebuut voor FC Twente. Hij viel die dag uit bij RKC Waalwijk in de 82e minuut in voor Marc Janko. In totaal speelde Gouriye zes officiële wedstrijden voor de club, waarvan twee in de Europa League en één in de KNVB beker.
Gouriye verruilde FC Twente op 31 januari 2012 per direct voor Heracles Almelo. Hij tekende een contract voor anderhalf jaar met een optie voor nog een seizoen. Hij maakte op 5 februari 2012 zijn debuut voor de club. In een met 1-1 gelijkgespeelde wedstrijd thuis tegen PSV viel hij in de 90e minuut in.
Gouriye kwam vanaf het seizoen 2013/14 uit voor ADO Den Haag, waar hij een contract tekende voor twee jaar. In dat seizoen kwam hij tot vijftien competitieduels, waarin hij eenmaal trefzeker was. Voorafgaand aan het seizoen 2014/15 verhuurde Den Haag hem voor een jaar aan Excelsior. Daarna was hij einde contract. Gouriye ging daarom meetrainen bij Jong FC Twente om zijn conditie op peil te houden. Hij tekende in augustus 2015 een contract tot medio 2017 bij Astra Giurgiu, de nummer vier van de Liga 1 in het voorgaande seizoen. Na een half jaar liet hij zijn contract ontbinden. Gouriye tekende in juli 2016 een contract voor één seizoen bij SC Cambuur, dat in het voorgaande seizoen degradeerde naar de Eerste divisie.
Hij tekende in januari 2017 een contract tot medio 2018 bij Vendsyssel FF, dat hem overnam van SC Cambuur. Zijn contract werd verlengd en hij promoveerde in 2018 met zijn club naar de Superligaen.  Op 16 april 2019 werd zijn tot medio 2019 lopende contract voortijdig ontbonden. Medio 2020 verbond hij zich aan het Oostenrijkse First Vienna FC.

## Statistieken
| Seizoen         | Club            | Competitie       | Competitie | Competitie | Beker | Beker | Internationaal | Internationaal | Overig¹ | Overig¹ | Totaal | Totaal |
| Seizoen         | Club            | Competitie       | Wed.       | Dlp.       | Wed.  | Dlp.  | Wed.           | Dlp.           | Wed.    | Dlp.    | Wed.   | Dlp.   |
| --------------- | --------------- | ---------------- | ---------- | ---------- | ----- | ----- | -------------- | -------------- | ------- | ------- | ------ | ------ |
| 2011/12         | FC Twente       | Eredivisie       | 3          | 0          | 1     | 0     | 2              | 0              | 0       | 0       | 6      | 0      |
| 2011/12         | Heracles Almelo | Eredivisie       | 12         | 4          | 2     | 1     | —              | —              | —       | —       | 14     | 5      |
| 2012/13         | Heracles Almelo | Eredivisie       | 26         | 9          | 4     | 0     | —              | —              | —       | —       | 30     | 9      |
| 2013/14         | ADO Den Haag    | Eredivisie       | 15         | 1          | 2     | 0     | —              | —              | —       | —       | 17     | 1      |
| 2014/15         | → Excelsior     | Eredivisie       | 23         | 2          | 5     | 2     | —              | —              | —       | —       | 28     | 4      |
| 2015/16         | Astra Giurgiu   | Liga 1           | 4          | 0          | 3°    | 1     | —              | —              | —       | —       | 7      | 1      |
| 2016/17         | SC Cambuur      | Eerste divisie   | 9          | 1          | 1     | 0     | —              | —              | —       | —       | 10     | 1      |
| 2016/17         | Vendsyssel FF   | 1. division      | 13         | 3          | 3     | 2     | —              | —              | 1       | 0       | 17     | 5      |
| 2017/18         | Vendsyssel FF   | 1. division      | 22         | 6          | 0     | 0     | —              | —              | 0       | 0       | 22     | 6      |
| 2018/19         | Vendsyssel FF   | Superligaen      | 5          | 0          | 3     | 2     | —              | —              | —       | —       | 8      | 2      |
| 2020/21         | First Vienna FC | Wiener Stadtliga | 0          | 0          | 1     | 0     | -              | -              | -       | -       | 1      | 0      |
| Carrière totaal | Carrière totaal | Carrière totaal  | 132        | 26         | 25    | 8     | 2              | 0              | 1       | 0       | 160    | 34     |

Bijgewerkt op 17 april 2019
° Cupa României 2 (0) en Cupa Ligii 1 (1)
¹ Playoffs